# Dilemme de Collingridge
 (mars 2022).
Le dilemme de Collingridge est un dilemme méthodologique dans lequel les efforts pour influencer ou contrôler le développement de la technologie se heurtent à un double problème :
- Un problème d'information : les impacts ne peuvent pas être facilement prédits tant que la technologie n'est pas largement développée et utilisée.
- Un problème de pouvoir : le contrôle ou le changement est difficile lorsque la technologie s'est ancrée.

Le dilemme est posé par David Collingridge dans son livre The Social Control of Technology (1980). Il est un point de référence fondamental dans les débats sur l'évaluation des technologies .
Dans This Explains Everything, édité par John Brockman, le critique technologique Evgeny Morozov explique l'idée de Collingridge en citant celui-ci : « Lorsque le changement est facile, sa nécessité ne peut être prévue ; lorsque le besoin de changement est apparent, le changement est devenu coûteux, difficile et chronophage,. »
Dans The Pacing Problem, the Collingridge Dilemma & Technological Determinism d'Adam Thierer, chercheur principal au Mercatus Center de l'Université George Mason, le dilemme de Collingridge est lié au problème de rythme dans la réglementation technologique. Cela fait référence à la notion selon laquelle l'innovation technologique dépasse de plus en plus la capacité des lois et des réglementations à suivre, expliquée pour la première fois dans le livre de Larry Downes The Laws of Disruption (2009), dans lequel il déclare que « la technologie change de façon exponentielle, mais les systèmes sociaux, économiques et juridiques changent progressivement ». Dans l'essai de Thierer, celui-ci tente de corréler ces deux concepts en disant que « le "dilemme de Collingridge" est simplement une reformulation du problème de rythme, mais avec un plus grand accent sur les moteurs sociaux derrière le problème de rythme et une solution implicite au "problème" sous la forme d'un contrôle préventif des nouvelles technologies alors qu'elles sont encore jeunes et plus maniables, ».
Une solution au dilemme de Collingridge est le « principe de précaution ». Adam Thierer le définit comme la conviction que les nouvelles innovations ne doivent pas être adoptées « jusqu'à ce que leurs développeurs puissent prouver qu'elles ne causeront aucun préjudice aux individus, groupes, entités spécifiques, normes culturelles ou diverses lois, normes ou traditions existantes,. » S'ils ne le font pas, cette innovation devrait être « interdite, réduite, modifiée, jetée ou ignorée,. » Cette définition a été critiquée par Kevin Kelly, qui pense qu'un tel principe est mal défini  et est biaisé contre tout ce qui est nouveau car il élève considérablement le seuil d'acceptabilité de tout ce qui est innovant. Selon le philosophe américain Max More, le principe de précaution « est très bon pour une chose : arrêter le progrès technologique... non pas parce qu'il mène dans de mauvaises directions, mais parce qu'il ne mène dans aucune direction,. » Mais la Déclaration de Rio sur l'environnement et le développement définit le principe de précaution comme suit : « Lorsqu'il existe des menaces de dommages graves ou irréversibles, l'absence de certitude scientifique complète ne doit pas être invoquée pour justifier le report de mesures rentables visant à prévenir la dégradation de l'environnement,. » Ainsi, plutôt que conçue comme n'imposant aucun changement tant que la preuve de la sécurité n'est pas produite, cette définition du principe de précaution vise à légitimer les mesures de protection, en essayant d'éviter le désir des défenseurs d'une technologie de retarder la législation jusqu'à ce que des preuves irréfutables de préjudice puissent être produites.
Quant à lui, Collingridge ne proposait pas exactement le principe de précaution, mais plutôt l'application de « essais et erreurs intelligents », un processus par lequel le pouvoir décisionnel reste décentralisé, avec des changements gérables, des technologies et des infrastructures conçues pour être flexibles et un processus global orienté vers un apprentissage rapide tout en maintenant les coûts potentiels aussi bas que possible. Collingridge préconise de veiller à ce que l'innovation se produise de manière plus progressive afin de mieux correspondre au rythme de l'apprentissage humain et d'éviter les technologies dont la conception était antithétique à un processus intelligent d'essais et d'erreurs.